# Stade Maximino Porpino Filho
Le Stade Maximino Porpino Filho (en portugais : Estádio Maximino Porpino Filho), également surnommé Modelão et auparavant connu sous le nom de Stade Jarbas Passarinho (en portugais : Estádio Jarbas Passarinho), est un stade de football brésilien situé dans la ville de Castanhal, dans l'État du Pará.
Le stade, doté de 5 000 places et inauguré en 1947, sert d'enceinte à domicile à l'équipe de football du Castanhal Esporte Clube.

## Histoire
Le stade ouvre ses portes en 1947.
Le record d'affluence au stade est de 4 021 spectateurs, lors d'un match nul 0-0 entre les locaux du Castanhal EC et le Paysandu le 16 juillet 2000.